# Carlos Sánchez (calciatore 1984)
Carlos Andrés Sánchez Arcosa (Montevideo, 2 dicembre 1984) è un calciatore uruguaiano, centrocampista del Rentistas.

## Carriera

### Nazionale
Viene convocato per la Copa América Centenario negli Stati Uniti.

## Statistiche

### Cronologia presenze e reti in nazionale
| Cronologia completa delle presenze e delle reti in nazionale ― Uruguay | Cronologia completa delle presenze e delle reti in nazionale ― Uruguay | Cronologia completa delle presenze e delle reti in nazionale ― Uruguay | Cronologia completa delle presenze e delle reti in nazionale ― Uruguay | Cronologia completa delle presenze e delle reti in nazionale ― Uruguay | Cronologia completa delle presenze e delle reti in nazionale ― Uruguay | Cronologia completa delle presenze e delle reti in nazionale ― Uruguay | Cronologia completa delle presenze e delle reti in nazionale ― Uruguay |
| Data                                                                   | Città                                                                  | In casa                                                                | Risultato                                                              | Ospiti                                                                 | Competizione                                                           | Reti                                                                   | Note                                                                   |
| ---------------------------------------------------------------------- | ---------------------------------------------------------------------- | ---------------------------------------------------------------------- | ---------------------------------------------------------------------- | ---------------------------------------------------------------------- | ---------------------------------------------------------------------- | ---------------------------------------------------------------------- | ---------------------------------------------------------------------- |
| 14-11-2014                                                             | Montevideo                                                             | Uruguay                                                                | 3 – 3                                                                  | Costa Rica                                                             | Amichevole                                                             | -                                                                      | 80’                                                                    |
| 19-11-2014                                                             | Santiago del Cile                                                      | Cile                                                                   | 1 – 2                                                                  | Uruguay                                                                | Amichevole                                                             | -                                                                      | 46’                                                                    |
| 28-3-2015                                                              | Agadir                                                                 | Marocco                                                                | 0 – 1                                                                  | Uruguay                                                                | Amichevole                                                             | -                                                                      | 80’                                                                    |
| 7-6-2015                                                               | Montevideo                                                             | Uruguay                                                                | 5 – 1                                                                  | Guatemala                                                              | Amichevole                                                             | -                                                                      | 58’                                                                    |
| 13-6-2015                                                              | Antofagasta                                                            | Uruguay                                                                | 1 – 0                                                                  | Giamaica                                                               | Coppa America 2015 - 1º turno                                          | -                                                                      | 73’                                                                    |
| 16-6-2015                                                              | La Serena                                                              | Argentina                                                              | 1 – 0                                                                  | Uruguay                                                                | Coppa America 2015 - 1º turno                                          | -                                                                      | 64’                                                                    |
| 20-6-2015                                                              | La Serena                                                              | Uruguay                                                                | 1 – 1                                                                  | Paraguay                                                               | Coppa America 2015 - 1º turno                                          | -                                                                      | 67’                                                                    |
| 24-6-2015                                                              | Santiago del Cile                                                      | Cile                                                                   | 1 – 0                                                                  | Uruguay                                                                | Coppa America 2015 - Quarti di finale                                  | -                                                                      | 85’                                                                    |
| 5-9-2015                                                               | Panama                                                                 | Panama                                                                 | 0 – 1                                                                  | Uruguay                                                                | Amichevole                                                             | -                                                                      | 67’ 19’                                                                |
| 9-9-2015                                                               | San José                                                               | Costa Rica                                                             | 1 – 0                                                                  | Uruguay                                                                | Amichevole                                                             | -                                                                      | 73’                                                                    |
| 8-10-2015                                                              | La Paz                                                                 | Bolivia                                                                | 0 – 2                                                                  | Uruguay                                                                | Qual. Mondiali 2018                                                    | -                                                                      | 74’                                                                    |
| 13-10-2015                                                             | Montevideo                                                             | Uruguay                                                                | 3 – 0                                                                  | Colombia                                                               | Qual. Mondiali 2018                                                    | -                                                                      | 72’                                                                    |
| 12-11-2015                                                             | Quito                                                                  | Ecuador                                                                | 2 – 1                                                                  | Uruguay                                                                | Qual. Mondiali 2018                                                    | -                                                                      |                                                                        |
| 18-11-2015                                                             | Montevideo                                                             | Uruguay                                                                | 3 – 0                                                                  | Cile                                                                   | Qual. Mondiali 2018                                                    | -                                                                      |                                                                        |
| 26-3-2016                                                              | Recife                                                                 | Brasile                                                                | 2 – 2                                                                  | Uruguay                                                                | Qual. Mondiali 2018                                                    | -                                                                      | 81’                                                                    |
| 29-3-2016                                                              | Montevideo                                                             | Uruguay                                                                | 1 – 0                                                                  | Perù                                                                   | Qual. Mondiali 2018                                                    | -                                                                      | 86’                                                                    |
| 27-5-2016                                                              | La Plata                                                               | Uruguay                                                                | 3 – 1                                                                  | Trinidad e Tobago                                                      | Amichevole                                                             | -                                                                      | 46’                                                                    |
| 6-6-2016                                                               | Glendale                                                               | Messico                                                                | 3 – 1                                                                  | Uruguay                                                                | Coppa America Centenario - 1º turno                                    | -                                                                      |                                                                        |
| 10-6-2016                                                              | Filadelfia                                                             | Uruguay                                                                | 0 – 1                                                                  | Venezuela                                                              | Coppa America Centenario - 1º turno                                    | -                                                                      | 84’                                                                    |
| 14-6-2016                                                              | Santa Clara                                                            | Uruguay                                                                | 3 – 0                                                                  | Giamaica                                                               | Coppa America Centenario - 1º turno                                    | -                                                                      | 78’                                                                    |
| 1-9-2016                                                               | Mendoza                                                                | Argentina                                                              | 1 – 0                                                                  | Uruguay                                                                | Qual. Mondiali 2018                                                    | -                                                                      | 70’                                                                    |
| 6-9-2016                                                               | Montevideo                                                             | Uruguay                                                                | 4 – 0                                                                  | Paraguay                                                               | Qual. Mondiali 2018                                                    | -                                                                      |                                                                        |
| 6-10-2016                                                              | Montevideo                                                             | Uruguay                                                                | 3 – 0                                                                  | Venezuela                                                              | Qual. Mondiali 2018                                                    | -                                                                      |                                                                        |
| 11-10-2016                                                             | Barranquilla                                                           | Colombia                                                               | 2 – 2                                                                  | Uruguay                                                                | Qual. Mondiali 2018                                                    | -                                                                      | 70’                                                                    |
| 11-11-2016                                                             | Montevideo                                                             | Uruguay                                                                | 2 – 1                                                                  | Ecuador                                                                | Qual. Mondiali 2018                                                    | -                                                                      | 88’                                                                    |
| 16-11-2016                                                             | Ñuñoa                                                                  | Cile                                                                   | 3 – 1                                                                  | Uruguay                                                                | Qual. Mondiali 2018                                                    | -                                                                      | 65’                                                                    |
| 24-3-2017                                                              | Montevideo                                                             | Uruguay                                                                | 1 – 4                                                                  | Brasile                                                                | Qual. Mondiali 2018                                                    | -                                                                      | 77’                                                                    |
| 29-3-2017                                                              | Lima                                                                   | Perù                                                                   | 2 – 1                                                                  | Uruguay                                                                | Qual. Mondiali 2018                                                    | 1                                                                      | 63’                                                                    |
| 4-6-2017                                                               | Dublino                                                                | Irlanda                                                                | 3 – 1                                                                  | Uruguay                                                                | Amichevole                                                             | -                                                                      | 46’                                                                    |
| 7-6-2017                                                               | Nizza                                                                  | Italia                                                                 | 3 – 0                                                                  | Uruguay                                                                | Amichevole                                                             | -                                                                      | 46’                                                                    |
| 5-9-2017                                                               | Asunción                                                               | Paraguay                                                               | 1 – 2                                                                  | Uruguay                                                                | Qual. Mondiali 2018                                                    | -                                                                      | 77’                                                                    |
| 10-11-2017                                                             | Varsavia                                                               | Polonia                                                                | 0 – 0                                                                  | Uruguay                                                                | Amichevole                                                             | -                                                                      | 67’                                                                    |
| 14-11-2017                                                             | Vienna                                                                 | Austria                                                                | 2 – 1                                                                  | Uruguay                                                                | Amichevole                                                             | -                                                                      | 63’                                                                    |
| 8-6-2018                                                               | Montevideo                                                             | Uruguay                                                                | 3 – 0                                                                  | Uzbekistan                                                             | Amichevole                                                             | -                                                                      | 65’                                                                    |
| 15-6-2018                                                              | Ekaterinburg                                                           | Egitto                                                                 | 0 – 1                                                                  | Uruguay                                                                | Mondiali 2018 - 1º turno                                               | -                                                                      | 66’                                                                    |
| 20-6-2018                                                              | Rostov                                                                 | Uruguay                                                                | 1 – 0                                                                  | Arabia Saudita                                                         | Mondiali 2018 - 1º turno                                               | -                                                                      | 82’                                                                    |
| 30-6-2018                                                              | Soči                                                                   | Uruguay                                                                | 2 – 1                                                                  | Portogallo                                                             | Mondiali 2018 - Ottavi di finale                                       | -                                                                      | 81’                                                                    |
| Totale                                                                 |                                                                        | Presenze                                                               | 38                                                                     |                                                                        | Reti                                                                   | 1                                                                      |                                                                        |

## Palmarès

### Club

#### Competizioni nazionali
- Primera B Nacional: 1

River Plate: 2011-2012
- Coppa del Messico: 1

Monterrey: Apertura 2017

#### Competizioni internazionali
- Coppa Sudamericana: 1

River Plate: 2014
- Recopa Sudamericana: 1

River Plate: 2015
- Coppa Libertadores: 1

River Plate: 2015

### Individuale
- Calciatore sudamericano dell'anno: 1

2015